# Sturluson
Sturluson ist ein männlicher isländischer Name.

## Herkunft und Bedeutung
Der Name ist ein Patronym und bedeutet Sturlas Sohn. Die weibliche Entsprechung ist Sturludóttir (Sturlas Tochter).

## Namensträger
- Kjartan Sturluson (* 1975), isländischer Fußballtorhüter
- Örlygur Aron Sturluson (1981–2000), isländischer Basketballspieler
- Snorri Sturluson (1179–1241), isländischer Skalde und Historiker